# بيفة (مازو)
بیفة (بالفارسية: پیفه) هي قرية تقع في قسم مازو الريفي، بمقاطعة أنديمشك التابعة لمحافظة خوزستان، إيران. يقدر عدد سكانها بـ 27 نسمة حسب الإحصاء السكاني الذي تمّ في عام 2006.